# Protanyderus redeli
Protanyderus redeli är en tvåvingeart som beskrevs av Evgenyi Nikolayevich Savchenko 1974. Protanyderus redeli ingår i släktet Protanyderus och familjen Tanyderidae. Inga underarter finns listade i Catalogue of Life.